# Harapan Jaya (Sei Lepan)
Harapan Jaya is een bestuurslaag in het regentschap Langkat van de provincie Noord-Sumatra, Indonesië. Harapan Jaya telt 2953 inwoners (volkstelling 2010).